# Cybaeus tsurugi
Espèce
Cybaeus tsurugi est une espèce d'araignées aranéomorphes de la famille des Cybaeidae.

## Distribution
Cette espèce est endémique de Shikoku au Japon,. Elle se rencontre dans les préfectures de Tokushima et de Kōchi.

## Description
Le mâle holotype mesure 4,00 mm et la femelle paratype mesure 5,00 mm.

## Publication originale
- Ihara, 2003 : Geographic differentiation of the miyosii-group of Cybaeus (Araneae: Cybaeidae) in western Japan, with descriptions of two new species. Acta Arachnologica, vol. 52, no 2, p. 103-112 (texte intégral).